# Guguê
Guguê ou Gugê (em tibetano: གུ་གེ་; Wylie: gu ge), também chamado Coguê, Coquê ou Gugue em fontes portuguesas do século XVII, foi um antigo reino do Tibete Ocidental, centrado no que é atualmente o distrito de Zanda da prefeitura de Ngari, região autónoma Tibete, administrada de facto pela China. Em várias épocas da história depois do século X d.C., o reino estendeu-se por uma vasta área que ia até ao sudeste do Zanskar, Alto Kinnaur e vale de Spiti (territórios atualmente no noroeste da Índia), quer como conquistas quer como vassalos. Teve duas capitais, Tholing e Chaparangue (Tsaparang), ambas distantes uma da outra apenas alguns quilómetros, situadas no vale do Sutle, cerca de 150 km a oeste da montanha sagrada de Kailash e 1 100 km a oeste de Lassa (distâncias em linha reta; por estrada a distância a Lassa é 1 450 km).

## História
O reino foi fundado no século X por Nyi ma mgon (ou Nyimagon), um neto de Langdarma (ou Glang Darma), o último monarca do Império Tibetano. Em 910 Nyi ma mgon abandonou Ü-Tsang, a antiga capital imperial, onde não havia condições de segurança, e fundou um reino em Ngari em 912 ou pouco depois, anexando Purang (Burang) e Guguê, onde instalou a sua capital. Mais tarde, Nyi ma mgon dividiu as suas terras em três partes. O filho mais velho, dPal gyi mgon, tornou-se governante de Mar-yul (Ladaque); ao segundo filho, bKra shis mgon, couberam as regiões de Guguê e Purang; o terceiro filho, lDe gtsug mgon, ficou com o Zanskar.

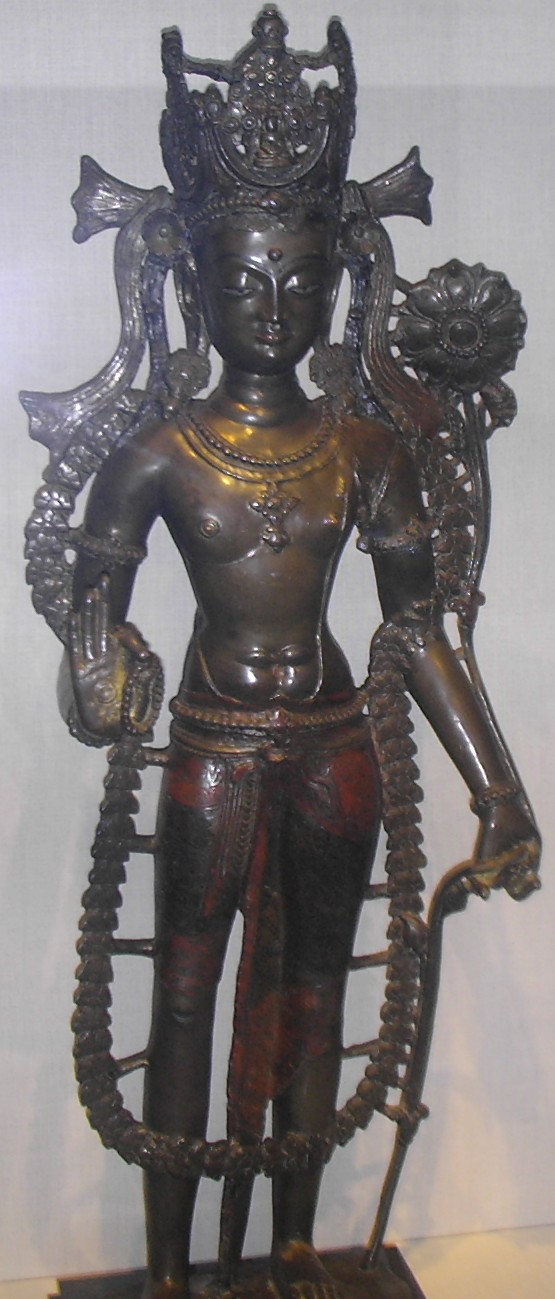
Estátua em latão do bodisatva Avalokitesvara; Guguê,

bKra shis mgon foi sucedido pelo seu filho Srong nge (também conhecido como Yeshe-Ö), que viveu entre 947 e 1024 ou entre 959 e 1036 e é uma figura budista famosa. Durante o reinado de Yeshe-Ö, o lotsawa (lit: "tradutor" [de textos budistas para tibetano]) natural de Guguê Rinchen Zangpo (958–1055) regressou à sua terra natal como monge budista depois de ter estudado budismo na Índia e difundiu o budismo em Guguê com o apoio zeloso do rei, o que marcou o início de uma novo período de expansão do budismo no Tibete Ocidental. Em 988, Yeshe-Ö tornou-se monge e entregou o trono ao seu irmão mais novo, Khor-re. Durante uma guerra, os turcomanos carlucos prenderam Yeshe-Ö.
Em 1037, 'Od lde, neto mais velho de Khor-re, foi morto num combate contra o Canato Caracânida da Transoxiana, na Ásia Central, que posteriormente devastou Ngari. O seu irmão Byang chub 'Od (984–1078), um monge budista, tomou o poder como governante secular. Byang convidou o erudito budista bengali Atisha, dando início à chamada fase  Phyi-dar do budismo no Tibete.
O filho de Byang chub 'Od, rTse lde, foi assassinado pelo sobrinho em 1088, o que provocou a divisão do reino de Guguê-Purang, pois um dos seus irmãos estabeleceu um reino separado em Purang. O sobrinho usurpador dBang lde deu continuidade à dinastia real de Guguê.
Grags pa lde foi um governante importante, que reunificou a região de Guguê c. 1265 e subjugou o reino vizinho de Ya rtse. Depois da sua morte em 1277, o poder em Guguê foi tomado pela escola monástica budista Sakya. Depois de 1363, com o declínio da dinastia Yuan e da seita Sakya (sua protegida), Guguê voltou a fortalecer-se e conquistou Purang em 1378. Purang passou a ser disputada entre Guguê e Mustang, mas acabou por ser integrada no reino de Guguê, que também governou o Ladaque brevemente no final do século XIV. A partir de 1499, os reis de Guguê foram vassalos dos governantes Rinpungpa de Ü-Tsang. Os séculos XV e XVI foram marcados pela construção de um número considerável de edifícios budistas promovida pelos reis de Guguê, que frequentemente demostraram a sua devoção aos líderes da seita Gelug, mais tarde conhecidos como Dalai Lamas.
Os primeiros ocidentais a visitarem Guguê foram os missionários jesuítas portugueses António de Andrade e Manuel Marques, que estiveram em Chaparangue em 1624. Andrade relatou ter visto canais de irrigação e colheitas abundantes no que são atualmente terras secas e desoladas. Talvez como prova da abertura do reino, os jesuítas foram autorizados a construir uma capela em Chaparangue e pregar o cristianismo.

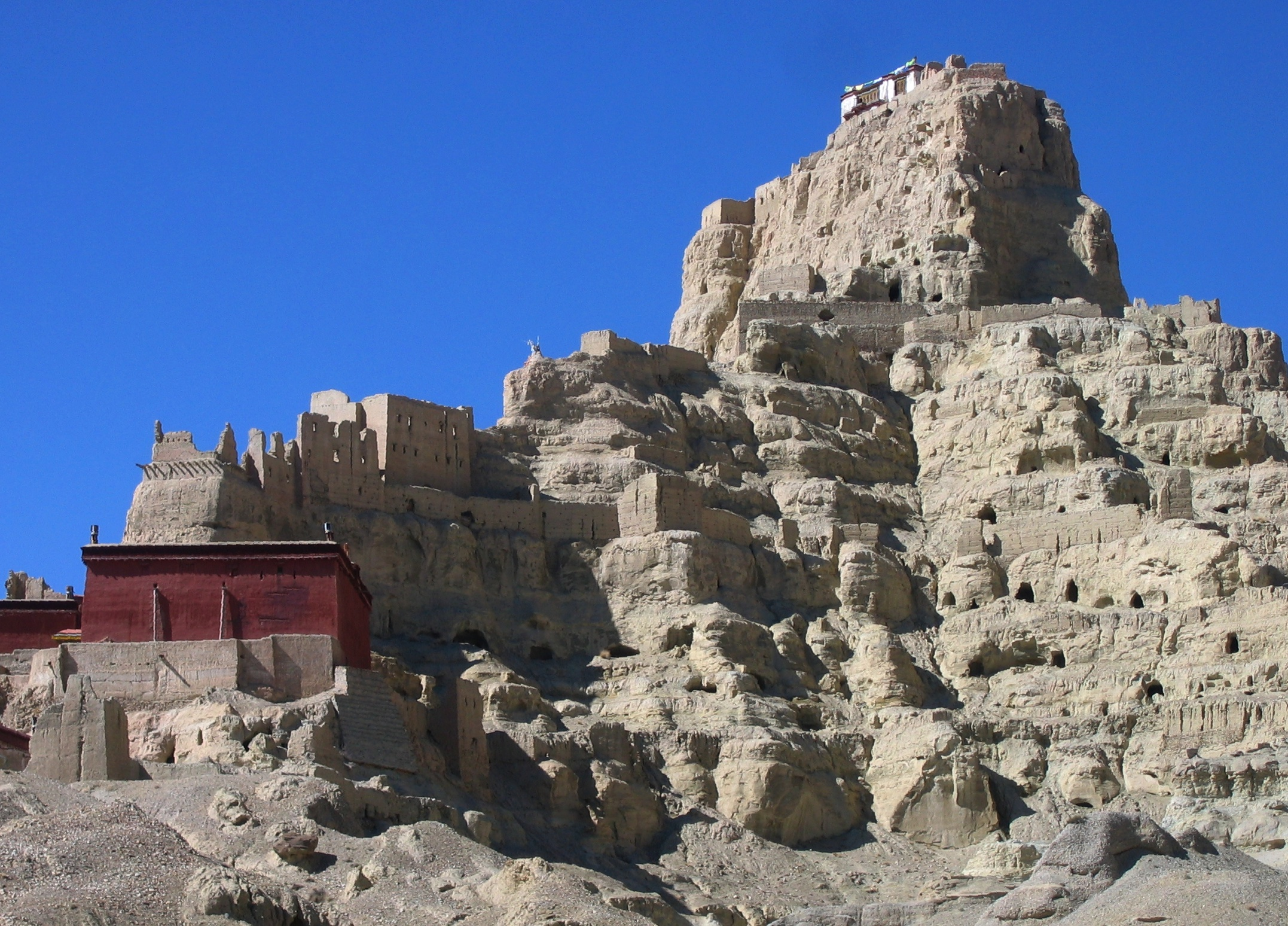
Ruínas de Chaparangue, capital do reino de Guguê

António de Andrade relata que alguns comandantes militares se revoltaram e pediram ajuda ao rei ladaque para depor o rei de Guguê. Já há muitos anos que havia frições entre Guguê e o Ladaque. Em 1630, as tropas ladaques cercaram a quase impenetrável Chaparangue e o irmão do rei de Guguê, um lama superior e consequentemente um fervoroso budista, aconselhou o irmão pró-cristão a render-se em troca de manter-se no poder como vassalo dos invasores. O conselho traiçoeiro acabou por ser aceite e as fontes históricas tibetanas sugerem que a população não foi importunada e o reino manteve a sua autonomia. Entretanto, uma lenda conta que o exército ladaque chacinou a maior parte da população de Guguê e que cerca de 200 sobreviventes fugiram para Qulong. O último rei de Guguê, Khri bKra shis Grags pa lde, foi levado para o Ladaque como prisioneiro com a sua família e por lá morreu. O irmão lama do rei foi morto pelos invasores. Mais tarde, o último descendente masculino da dinastia instalou-se em Lassa, onde morreu em 1743.
Chaparangue e o reino de Guguê foram mais tarde conquistados em 1679–1680 ao Ladaque pelo governo central tibetano de Lassa liderado pelo 5.º Dalai Lama, durante a Guerra Tibete–Ladaque–Mogol.
Os arqueólogos ocidentais tomaram conhecimento de Guguê na década de 1930 através dos trabalhos do orientalista italiano Giuseppe Tucci, que estudou principalmente os frescos de Guguê. O lama Anagarika Govinda e Li Gotami Govinda visitaram a região, nomeadamente Tholing, e Tsaparang, entre 1947 e 1949. As suas viagens no Tibete central e ocidental estão registadas em excelentes fotografias a preto e branco.

## Reis de Guguê
A lista apresentada a seguir é relativa não apenas aos monarcas do reino a que o resto do texto se refere, mas também aos seus antepassados ou parentes mais próximos que foram governantes de reinos relacionados com Guguê propriamente dito, nomeadamente quando Guguê esteve fragmentado. Foi elaborada com base nos trabalhos dos tibetólogos Luciano Petech e Roberto Vitali.

### Antepassados da Dinastia Tubo
Nota: `Tubo´ é geralmente um sinónimo de `Tibete´ nas crónicas chinesas.
- 'Od srungs (no Tibete Central; 842-905), filho de Langdarma, o último do imperador tibetano
- dPal 'Khor btsan (no Tibete Central; 905-910), filho
- sKyid lde Nyi ma mgon (em Ngari Korsum; c. 912-?), filho
- dPal gyi mgon (no Ladaque; século X), filho
- lDe gtsug mgon (no Zanskar; século X), irmão

### Reis de Guguê e Purang
- bKra shis mgon (Guguê e Purang; fl. 947), irmão
- Srong nge Ye shes 'Od (Yeshe-Ö; ?–988 ou 959–1036), filho
- Nagaraja (líder religioso; m. 1023), filho
- Devaraja (líder religioso; m. 1026), irmão
- Khor re (988–996), tio
- Lha lde (996–1024), filho
- 'Od lde btsan (1024–37), filho
- Byang chub 'Od (1037–57), irmão
- Zhi ba 'Od (líder religioso; m. 1111), irmão
- Che chen tsha rTse lde (1057–88), filho de Byang chub 'od

### Reis de Ya rtse
Nota: Ya rtse foi um dos reinos em que por vezes esteve dividido Guguê.
- Naga lde (início do século XII)
- bTsan phyug lde (mid-século XII)
- bKra shis lde (século XII)
- Grags btsan lde (século XII), irmão de bTsan phyug lde
- Grags pa lde (Kradhicalla; fl. 1225)
- A sog lde (Ashokacalla; fl. 1255–78), filho
- 'Ji dar sMal (Jitarimalla; fl. 1287–93), filho
- A nan sMal (Anandamalla; final do século XIII), irmão
- Ri'u sMal (Ripumalla; fl. 1312–14), filho
- San gha sMal (Sangramamalla; início do século XIV), filho
- Ajitamalla (1321–1328), filho de Jitarimalla
- Kalyanamalla (século XIV)
- Pratapamalla (século XIV)
- Pu ni sMal (Punyamalla; fl. 1336–39), membro da realeza de Purang
- sPri ti sMal (Prthivimalla; fl. 1354–58), filho

### Reis de Guguê
- Bar lde (dBang lde; 1088—ca. 1095), sobrinho de Che chen tsha rTse lde
- bSod nams rtse (ca. 1095–início do século XII), filho
- bKra shis rtse (antes de 1137), filho
- Jo bo rGyal po (regent, mid-século XII), irmão
- rTse 'bar btsan (século XII), filho de bKra shis rtse
- sPyi lde btsan (século XII), filho
- rNam lde btsan (século XII/século XIII), filho
- Nyi ma lde (século XII/século XIII), filho
- dGe 'bum (século XIII), provavelmente não era membro da família
- La ga (?-ca. 1260), de origem estrangeira
- Chos rgyal Grags pa (ca. 1260–65)
- Grags pa lde (ca. 1265–77) príncipe de Lho stod

### Governantes desconhecidos
- rNam rgyal lde (1396?–1424), filho de um governante de Guguê
- Nam mkha'i dBang po Phun tshogs lde (1424–1449), filho
- rNam ri Sang rgyas lde (1449-?), filho
- bLo bzang Rab brtan (?-ca. 1485), filho
- sTod tsha 'Phags pa lha (ca. 1485 – after 1499), filho
- Shakya 'od (início do século XVI), filho
- Jig rten dBang phyug Pad kar lde (fl. 1537–55), filho?
- Ngag gi dBang phyug (século XVI), filho
- Nam mkha dBang phyug (século XVI), filho
- Khri Nyi ma dBang phyug (final do século XVI), filho
- Khri Grags pa'i dBang phyug (ca. 1600), filho
- Khri Nam rgyal Grags pa lde (fl. 1618), filho
- Khri bKra shis Grags pa lde (antes de 1622–1630), filho
- O reino foi conquistado pelo Ladaque (1630).
- Os territórios do antigo reino foram conquistados pelo Tibete, então governado pelo 5.º Dalai Lama, durante a Guerra Tibete–Ladaque–Mogol (1679–80).